# Diocesi di San
La diocesi di San (in latino Dioecesis Sanensis) è una sede della Chiesa cattolica in Mali suffraganea dell'arcidiocesi di Bamako. Nel 2022 contava 44.102 battezzati su 1.356.500 abitanti. È retta dal vescovo Hassa Florent Koné.

## Territorio
La diocesi comprende i circondari di Tominian, San, Bla e Macina nella regione di Ségou; il circondario di Djenné nella regione di Mopti; e il circondario di Yorosso nella regione di Sikasso.
Sede vescovile è la città di San, dove si trova la cattedrale di Nostra Signora di Lourdes.
Il territorio è suddiviso in 8 parrocchie.

## Storia
I vescovi di Bamako, Toulotte, Lemaître e Sauvant, aprirono tra la fine dell'Ottocento e i primi decenni del Novecento diversi posti di missione, tra cui Ségou (1895), Toma (1913), Minankofa (ai bordi del fiume Bani, nel 1920) e Sikasso (1922). Nel 1922 monsignor Sauvant inviò tre religiosi dei Missionari d'Africa, i padri Félix Théaudière, Ernest Duvernois e Eugène Ratisseau, con lo scopo di fondare una missione tra Ségou e Toma. Risalendo in piroga il fiume Bani fino a Belenityeni, raggiunsero la città di San a bordo di carri con le loro tre biciclette. Da qui, il 9 ottobre 1922, raggiunsero il villaggio di Mandiakuy: due anni dopo costruirono la prima chiesa parrocchiale della futura diocesi di San.
La missione sui iuris di San fu eretta il 10 aprile 1962, ricavandone il territorio dalla diocesi di Nouna.
Il 29 settembre 1964 la missione sui iuris è stata elevata a diocesi con la bolla Qui benignissimo di papa Paolo VI.

## Cronotassi dei vescovi
Si omettono i periodi di sede vacante non superiori ai 2 anni o non storicamente accertati.
- Joseph Paul Barnabé Perrot, M.Afr. † (10 aprile 1962 - 18 novembre 1987 dimesso)
- Jean-Gabriel Diarra † (18 novembre 1987 - 28 ottobre 2019 deceduto)
- Hassa Florent Koné, dal 7 ottobre 2021

## Statistiche
La diocesi nel 2022 su una popolazione di 1.356.500 persone contava 44.102 battezzati, corrispondenti al 3,3% del totale.
| anno | popolazione | popolazione | popolazione | presbiteri | presbiteri | presbiteri | presbiteri                | diaconi | religiosi | religiosi | parrocchie |
| anno | battezzati  | totale      | %           | numero     | secolari   | regolari   | battezzati per presbitero | diaconi | uomini    | donne     | parrocchie |
| ---- | ----------- | ----------- | ----------- | ---------- | ---------- | ---------- | ------------------------- | ------- | --------- | --------- | ---------- |
| 1969 | 13.964      | 332.359     | 4,2         | 21         | 21         |            | 664                       |         | 6         | 16        | 5          |
| 1980 | 15.300      | 460.800     | 3,3         | 18         | 4          | 14         | 850                       |         | 27        | 20        | 5          |
| 1990 | 21.590      | 548.000     | 3,9         | 17         | 8          | 9          | 1.270                     |         | 16        | 28        | 5          |
| 1998 | 27.617      | 900.000     | 3,1         | 30         | 23         | 7          | 920                       |         | 12        | 31        | 5          |
| 2001 | 30.032      | 922.300     | 3,3         | 29         | 24         | 5          | 1.035                     |         | 10        | 32        | 5          |
| 2002 | 31.334      | 923.960     | 3,4         | 28         | 23         | 5          | 1.119                     |         | 8         | 32        | 5          |
| 2003 | 32.021      | 951.600     | 3,4         | 27         | 22         | 5          | 1.185                     |         | 8         | 41        | 5          |
| 2004 | 32.587      | 951.600     | 3,4         | 28         | 23         | 5          | 1.163                     |         | 11        | 38        | 5          |
| 2010 | 35.502      | 978.000     | 3,6         | 27         | 24         | 3          | 1.314                     |         | 7         | 36        | 6          |
| 2014 | 37.256      | 1.083.000   | 3,4         | 38         | 35         | 3          | 980                       |         | 7         | 44        | 7          |
| 2017 | 38.470      | 1.170.540   | 3,3         | 38         | 35         | 3          | 1.012                     |         | 5         | 46        | 7          |
| 2020 | 41.892      | 1.282.590   | 3,3         | 38         | 35         | 3          | 1.102                     |         | 7         | 55        | 8          |
| 2022 | 44.102      | 1.356.500   | 3,3         | 39         | 37         | 2          | 1.130                     |         | 6         | 51        | 8          |